# Michael Feinstein Sings the Jerry Herman Songbook
| Críticas profissionais | Críticas profissionais |
| Avaliações da crítica  | Avaliações da crítica  |
| Fonte                  | Avaliação              |
| ---------------------- | ---------------------- |
| Allmusic               | [ 1 ]                  |

Michael Feinstein Sings the Jerry Herman Songbook é um álbum do pianista e compositor norte-americano Michael Feinstein de canções escritas por Jerry Herman. O álbum foi lançado em 1993 pela Elektra Records.

## Faixas
1. "Just Go to the Movies" - 3:32
2. "As Simple as That" - 3:11
3. Hello, Dolly! Medley
  - "Put on Your Sunday Clothes" - 1:09
  - "It Only Takes a Moment" - 1:34
  - "Before the Parade Passes By" - 2:01
4. "Penny in My Pocket" - 3:22
5. "Kiss Her Now" - 3:02
6. "With You on My Arm" - 2:18
7. "Marianne" - 3:01
8. "Mame" - 3:51
9. "Dancing" - 2:28
10. "Let's Not Waste a Moment" - 4:13
11. "Loving You" - 3:17
12. "Look Over There" - 2:25
13. "To Be Alone with You" - 3:49
14. Mame Medley
  - "It's Today" - 1:01
  - "If She Walked into My Life" - 3:15
  - "We Need a Little Christmas" - 1:09
  - "It's Today (Reprise)" - 0:35
15. "I Won't Send Roses" - 3:05
16. "Hello, Dolly!" - 3:20
17. "You I Like" - 2:45

Todas as canções escritas por Jerry Herman.

## Ficha técnica
- Michael Feinstein - vocais, piano
- Jerry Herman - piano